# Diócesis de Lages
La diócesis de Lages (en latín: Dioecesis Lagensis y en portugués: Diocese de Lages) es una circunscripción eclesiástica de la Iglesia católica en Brasil. Se trata de una diócesis latina, sufragánea de la arquidiócesis de Chapecó. Desde el 7 de febrero de 2018 su obispo es Guilherme Antônio Werlang, de los Misioneros de la Sagrada Familia.

## Territorio y organización
La diócesis tiene 18 207 km² y extiende su jurisdicción sobre los fieles católicos de rito latino residentes en 23 municipios del estado de Santa Catarina: Anita Garibaldi, Bocaina do Sul, Bom Jardim da Serra, Bom Retiro, Campo Belo do Sul, Capão Alto, Celso Ramos, Cerro Negro, Correia Pinto, Curitibanos, Frei Rogério, Lages, Otacílio Costa, Painel, Palmeira, Ponte Alta do Norte, Ponte Alta, Rio Rufino, São Cristóvão do Sul, São Joaquim, São José do Cerrito, Urubici y Urupema.
La sede de la diócesis se encuentra en la ciudad de Lages, en donde se halla la Catedral de Nuestra Señora de la Alegría.
En 2021 en la diócesis existían 25 parroquias.

## Historia
La diócesis fue erigida el 17 de enero de 1927 mediante la bula Inter praecipuas del papa Pío XI, obteniendo el territorio de la diócesis de Santa Catarina, que a su vez fue elevada al rango de arquidiócesis metropolitana y tomó el nombre de arquidiócesis de Florianópolis.
Posteriormente cedió porciones de su territorio para la erección de: 
- la prelatura territorial de Palmas (hoy diócesis de Palmas-Francisco Beltrão) el 9 de diciembre de 1933 mediante la bula Ad maius christifidelium del papa Pío XI;[2]
- la diócesis de Chapecó el 14 de enero de 1958 mediante la bula Quoniam venerabilis del papa Pío XII;[3]
- la diócesis de Caçador el 23 de noviembre de 1968 mediante la bula Ut suorum fidelium del papa Pablo VI;[4]
- la diócesis de Joaçaba el 12 de junio de 1975 mediante la bula Quo aptius del papa Pablo VI.[5]

Originalmente sufragánea de la arquidiócesis de Florianópolis, el 5 de noviembre de 2024 pasó a formar parte de la provincia eclesiástica de Chapecó.

## Estadísticas
Según el Anuario Pontificio 2022 la diócesis tenía a fines de 2021 un total de 346 130 fieles bautizados.
| Año                                                                             | Población            | Población | Población      | Sacerdotes | Sacerdotes    | Sacerdotes    | Bautizados por sacerdote | Diáconos permanentes | Religiosos | Religiosos | Parroquias |
| Año                                                                             | Bautizados católicos | Total     | % de católicos | Total      | Clero secular | Clero regular | Bautizados por sacerdote | Diáconos permanentes | Varones    | Mujeres    | Parroquias |
| ------------------------------------------------------------------------------- | -------------------- | --------- | -------------- | ---------- | ------------- | ------------- | ------------------------ | -------------------- | ---------- | ---------- | ---------- |
| 1950                                                                            | 412 443              | 447 848   | 92.1           | 103        | 24            | 79            | 4004                     |                      | 124        | 286        | 32         |
| 1966                                                                            | 620 000              | 650 000   | 95.4           | 142        | 43            | 99            | 4366                     |                      | 145        | 564        | 57         |
| 1968                                                                            | 600 000              | 700 000   | 85.7           | 141        | 44            | 97            | 4255                     |                      | 127        | 590        | 57         |
| 1976                                                                            | 235 000              | 266 810   | 88.1           | 47         | 23            | 24            | 5000                     | 5                    | 30         | 180        | 20         |
| 1980                                                                            | 292 000              | 332 000   | 88.0           | 60         | 31            | 29            | 4866                     | 5                    | 31         | 185        | 20         |
| 1990                                                                            | 368 000              | 390 000   | 94.4           | 61         | 33            | 28            | 6032                     | 8                    | 29         | 185        | 22         |
| 1999                                                                            | 412 000              | 450 000   | 91.6           | 66         | 42            | 24            | 6242                     | 4                    | 25         | 185        | 23         |
| 2000                                                                            | 416 000              | 455 000   | 91.4           | 60         | 36            | 24            | 6933                     | 7                    | 25         | 184        | 23         |
| 2001                                                                            | 420 000              | 460 000   | 91.3           | 52         | 44            | 8             | 8076                     | 6                    | 10         | 184        | 23         |
| 2002                                                                            | 315 000              | 350 000   | 90.0           | 58         | 39            | 19            | 5431                     | 5                    | 25         | 185        | 23         |
| 2003                                                                            | 290 000              | 330 000   | 87.9           | 53         | 34            | 19            | 5471                     | 6                    | 20         | 200        | 24         |
| 2004                                                                            | 290 000              | 338 301   | 85.7           | 52         | 34            | 18            | 5576                     | 6                    | 27         | 180        | 23         |
| 2013                                                                            | 325 000              | 380 000   | 85.5           | 56         | 40            | 16            | 5803                     | 6                    | 16         | 147        | 24         |
| 2016                                                                            | 332 700              | 389 000   | 85.5           | 57         | 41            | 16            | 5836                     | 12                   | 16         | 147        | 25         |
| 2019                                                                            | 340 730              | 398 420   | 85.5           | 48         | 31            | 17            | 7098                     | 11                   | 17         | 147        | 25         |
| 2021                                                                            | 346 130              | 404 740   | 85.5           | 33         | 33            |               | 10 488                   | 12                   |            | 150        | 25         |
| Fuente: Catholic-Hierarchy, que a su vez toma los datos del Anuario Pontificio. |                      |           |                |            |               |               |                          |                      |            |            |            |

## Episcopologio
- Daniel Henrique Hostin, O.F.M. † (2 de agosto de 1929-17 de noviembre de 1973 falleció)
- Honorato Piazera, S.C.I. † (17 de noviembre de 1973 por sucesión-18 de febrero de 1987 retirado)
- João Oneres Marchiori † (18 de febrero de 1987 por sucesión-11 de noviembre de 2009 retirado)
- Irineu Andreassa, O.F.M. (11 de noviembre de 2009-30 de noviembre de 2016 nombrado obispo de Ituiutaba)
- Guilherme Antônio Werlang, M.S.F., desde el 7 de febrero de 2018